# Joanis Suladakis
Joanis (Janis) Suladakis, gr. Ιωάννης (Γιάννης) Σουλαδάκης (ur. 27 czerwca 1941 na Krecie) – grecki polityk i inżynier, parlamentarzysta, od 1999 do 2004 poseł do Parlamentu Europejskiego.

## Życiorys
Ukończył w 1964 studia z zakresu inżynierii, pracował w wyuczonym zawodzie. Był m.in. wiceprezesem krajowego stowarzyszenia inżynierów (1976–1980) i członkiem władz wykonawczych greckiej izby techniki (1976–1982). W pierwszej połowie lat 80. był dyrektorem generalnym ateńskiego przedsiębiorstwa zaopatrującego w wodę.
Zaangażował się w działalność Panhelleńskiego Ruchu Socjalistycznego, w 1977 został członkiem komitetu centralnego tej partii. W latach 1993–1994 pełnił funkcję wiceministra środowiska, regionalnego planowania i robót publicznych.
Od 1996 do 1999 był deputowanym do Parlamentu Hellenów. W 1999 z listy PASOK-u uzyskał mandat posła do Parlamentu Europejskiego V kadencji. Należał do grupy socjalistycznej, pracował w Komisji Spraw Zagranicznych, Praw Człowieka, Wspólnego Bezpieczeństwa i Polityki Obronnej. W PE zasiadał do 2004.